# Клеверли, Джеймс
Сэр Джеймс Спенсер Клеверли (англ. James Spencer Cleverly; род. 4 сентября 1969, Лондон) — британский предприниматель и политик, председатель Консервативной партии и министр без портфеля (2019—2020). Министр образования (2022), министр иностранных дел (2022—2023), министр внутренних дел (2023—2024).

## Биография
Родился в Лондоне, единственный ребёнок в смешанной семье (отец — британец из Уилтшира, мать — иммигрантка из Сьерра-Леоне). В детстве жил с родителями в квартире с одной спальней недалеко от района Хизер Грин в лондонском боро Луишем. Учился в платной школе Колфа в Гринвиче.
В 1988—1989 годах служил в армии, но был уволен из-за травмы. Окончил Университет Западного Лондона, где изучал управление отелем. С 1995 года работал в рекламной компании VNU, в 2002—2003 годах занимал там должность менеджера по международным продажам. В 2004—2006 годах возглавлял службу онлайн продаж в рекламной компании Crimson Publishing, в 2006—2007 годах отвечал за отделение цифровых СМИ в компании Caspian Publishing, а затем стал соучредителем рекламной компании Point and Fire. В мае 2008 года избран в Лондонскую ассамблею, в январе 2009 года мэр Борис Джонсон назначил его послом по делам молодёжи.

### Политическая карьера
В мае 2012 года переизбран в Лондонскую ассамблею от округа Бексли и Бромли, заручившись поддержкой 52,6 % избирателей.
В 2015 году победил на парламентских выборах в округе Брэйнтри, получив почти втрое больше голосов, чем сильнейший из соперников, кандидат Партии независимости Ричард Бингли.
В 2017 году закрепил первый успех после переизбрания с лучшим результатом — 62,8 %, на 9 % больше, чем в 2015 году. Вторым на сей раз остался лейборист Малкольм Финкен (Malcolm Fincken), которого поддержали 27,6 % избирателей.
8 января 2018 года в результате серии перестановок во втором кабинете Терезы Мэй стал заместителем председателя Консервативной партии Брэндона Льюиса.
4 января 2019 года назначен парламентским помощником министра по выходу из Евросоюза после отставки Криса Хитона-Харриса, который не согласился с решением правительства просить Евросоюз о продлении переговоров с Великобританией об условиях её выхода.
24 июля 2019 года назначен председателем Консервативной партии и министром без портфеля при формировании правительства Бориса Джонсона.
13 февраля 2020 года исключён из второго кабинета Джонсона в ходе нескольких кадровых перестановок, получив должность младшего министра по делам Ближнего Востока, Северной Африки и международного развития.
7 июля 2022 года назначен министром образования в том же правительстве, став третьим за три дня обладателем этой должности в ходе массовых отставок членов Кабинета из-за скандала вокруг Криса Пинчера.
6 сентября 2022 года при формировании кабинета Лиз Трасс получил портфель министра иностранных дел, став первым чернокожим министром иностранных дел Великобритании.
25 октября 2022 года по завершении правительственного кризиса был сформирован кабинет Риши Сунака, в котором Клеверли сохранил свою должность.
13 ноября 2023 года назначен министром внутренних дел после увольнения Суэллы Браверман.
5 июля 2024 года после поражения консерваторов на парламентских выборах Кир Стармер сформировал лейбористское правительство, в котором портфель министра внутренних дел получила Иветт Купер.
8 июля 2024 года включён в состав временного теневого правительства Риши Сунака в должности теневого министра внутренних дел.
5 ноября 2024 года сформирован теневой кабинет Кеми Баденок, в котором Клеверли не получил никакого назначения.
22 июля 2025 года назначен теневым министром жилищного хозяйства, сообществ и местного самоуправления в теневом правительстве Кеми Баденок.

## Служба в армейском резерве
С 1991 года Клеверли является офицером резерва, к 2016 году имел звание подполковника. До 2005 года командовал Глостерширской артиллерийской батареей, затем числился при Центральном штабе добровольцев Королевского полка артиллерии и офицером штаба 1-й бронетанковой дивизии.